# مك لين (تكساس)
مك لين (بالإنجليزية: McLean, Texas)‏ هي بلدة أمريكية تقع في الولايات المتحدة في مقاطعة غراي، تكساس. يقدر عدد سكانها بـ 830 نسمة ومساحتها 3.0 كم2 وترتفع عن سطح البحر 872 متر.

## التركيبة السكانية
حدّد مكتب تعداد الولايات المتحدة بيانات التركيبة السكانية لمك لين في تعداد الولايات المتحدة. في ما يلي، التركيبة السكانية حسب تعدادي 2000 و2010.

### تعداد عام 2000
بلغ عدد سكان مك لين 830 نسمة بحسب تعداد عام 2000، وبلغ عدد الأسر 343 أسرة وعدد العائلات 187 عائلة مقيمة في البلدة. في حين سجلت الكثافة السكانية 276.7 نسمة لكل كيلومتر مربع (716.6/ميل2). وبلغ عدد الوحدات السكنية 459 وحدة بمتوسط كثافة قدره 153 لكل كيلومتر مربع (396.3/ميل2).
وتوزع التركيب العرقي للبلدة بنسبة 96.87% من البيض و0.36% من الأمريكيين الأفارقة و0.60% من الأمريكيين الأصليين و0.24% من الأمريكيين ذوي الأصول الآسيوية و0.60% من الأعراق الأخرى و1.33% من عرقين مختلطين أو أكثر و2.17% من الهسبانيون أو اللاتينيون من أي عرق.
بلغ عدد الأسر 343 أسرة كانت نسبة 26.2% منها لديها أطفال تحت سن الثامنة عشر تعيش معهم، وبلغت نسبة الأزواج القاطنين مع بعضهم البعض 45.5% من أصل المجموع الكلي للأسر، ونسبة 6.7% من الأسر كان لديها معيلات من الإناث دون وجود شريك،  بينما كانت نسبة 2.3% من الأسر لديها معيلون من الذكور دون وجود شريكة وكانت نسبة 45.5% من غير العائلات. تألفت نسبة 42.6% من أصل جميع الأسر من عدة أفراد يعيشون في نفس المنزل ونسبة 25.4% كانت تتألف من شخص يعيش بمفرده يبلغ من العمر 65 عاماً أو أكثر. وبلغ متوسط حجم الأسرة المعيشية 2.12، أما متوسط حجم العائلات فبلغ 2.96.
بلغ العمر الوسطي للسكان 50.5 عاماً. وكانت نسبة 20.7% من القاطنين تحت سن الثامنة عشر، وكانت نسبة 5.8% بين الثامنة عشر والرابعة والعشرين عاماً، ونسبة 17.7% كانت واقعةً في الفئة العمرية ما بين الخامسة والعشرين والرابعة والأربعين عاماً، ونسبة 19.2% كانت ما بين الخامسة والأربعين والرابعة والستين، ونسبة 24.1% كانت ضمن فئة الخامسة والستين عاماً فما فوق. يوجد لكل 100 أنثى 88.6 ذكر، ويوجد لكل 100 أنثى في الثامنة عشر من عمرها فما فوق 77.6 ذكر.
بلغ متوسط دخل الأسرة في البلدة 22,847 دولارًا، أما متوسط دخل العائلة فبلغ 34,286 دولارًا. وكان متوسط دخل الذكور 26,667 دولارًا مقابل 20,000 دولارًا للإناث. وسجل دخل الفرد الخاص بالبلدة 13,843 دولارًا. وكانت نسبة 12.9% من العائلات ونسبة 16.4% من السكان تحت خط الفقر، وكان من هؤلاء نسبة 17.9% تحت سن الثامنة عشر ونسبة 15.2% في الخامسة والستين من العمر وما فوق.

### تعداد عام 2010
بلغ عدد سكان مك لين 778 نسمة بحسب تعداد عام 2010، وبلغ عدد الأسر 322 أسرة وعدد العائلات 200 عائلة مقيمة في البلدة. في حين سجلت الكثافة السكانية 259.3 نسمة لكل كيلومتر مربع (671.6/ميل2). وبلغ عدد الوحدات السكنية 421 وحدة بمتوسط كثافة قدره 140.3 لكل كيلومتر مربع (363.4/ميل2).
وتوزع التركيب العرقي للبلدة بنسبة 93.83% من البيض و0.90% من الأمريكيين الأفارقة و2.19% من الأمريكيين الأصليين و0.39% من الأمريكيين ذوي الأصول الآسيوية و1.67% من الأعراق الأخرى و1.03% من عرقين مختلطين أو أكثر و8.10% من الهسبانيون أو اللاتينيون من أي عرق.
بلغ عدد الأسر 322 أسرة كانت نسبة 28.6% منها لديها أطفال تحت سن الثامنة عشر تعيش معهم، وبلغت نسبة الأزواج القاطنين مع بعضهم البعض 48.4% من أصل المجموع الكلي للأسر، ونسبة 9.3% من الأسر كان لديها معيلات من الإناث دون وجود شريك،  بينما كانت نسبة 4.3% من الأسر لديها معيلون من الذكور دون وجود شريكة وكانت نسبة 37.9% من غير العائلات. تألفت نسبة 32.6% من أصل جميع الأسر من عدة أفراد يعيشون في نفس المنزل ونسبة 17.1% كانت تتألف من شخص يعيش بمفرده يبلغ من العمر 65 عاماً أو أكثر. وبلغ متوسط حجم الأسرة المعيشية 2.31، أما متوسط حجم العائلات فبلغ 2.94.
بلغ العمر الوسطي للسكان 43.0 عاماً. وكانت نسبة 23.4% من القاطنين تحت سن الثامنة عشر، وكانت نسبة 8.9% بين الثامنة عشر والرابعة والعشرين عاماً، ونسبة 20.1% كانت واقعةً في الفئة العمرية ما بين الخامسة والعشرين والرابعة والأربعين عاماً، ونسبة 23% كانت ما بين الخامسة والأربعين والرابعة والستين، ونسبة 24.7% كانت ضمن فئة الخامسة والستين عاماً فما فوق. وتوزع التركيب الجنسي للسكان بنسبة 46.5% ذكور و53.5% إناث.